# گردش واکر

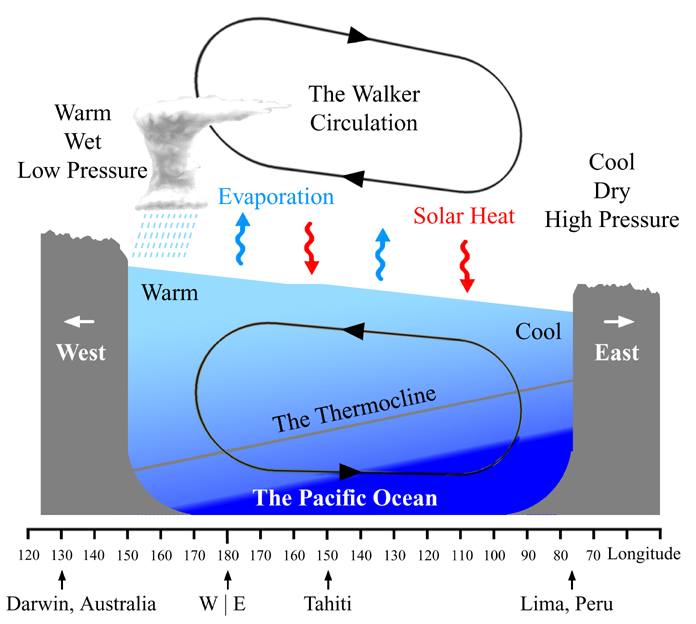
نمودار شماتیک شبه‌تعادل و فاز لانینا از ال نینو–نوسان جنوبی. گردش واکر در سطح به عنوان بادهای بسامان شرقی دیده می‌شود که آب و هوای گرم‌شده توسط خورشید را به سمت غرب حرکت می‌دهد. بخش غربی اقیانوس آرام حاره‌ای با هوای گرم و مرطوب کم‌فشار مشخص می‌شود که رطوبت جمع‌شده در آن به شکل طوفان و رعد و برق تخلیه می‌شود. در نتیجه این حرکت، اقیانوس آرام در بخش غربی حدود ۶۰ سانتی‌متر بالاتر است. آب و هوا با بازگشت به شرق، بسیار خنک‌تر شده و اکنون هوا بسیار خشک‌تر است. بخش ال نینو از نوسان جنوبی، با شکست این گردش در وضع هوا مشخص می‌شود که منجر به آب نسبتاً گرم و هوای مرطوب در شرق اقیانوس آرام می‌شود.

گردش واکر (انگلیسی: Walker circulation) که چرخه واکر و سلول واکر (Walker cell) نیز نامیده می‌شود، مدلی مفهومی برای توضیح گردش هوا در مناطق حاره‌ای در لایه‌های زیرین جو زمین (تروپوسفر) است. بر پایه این مدل، بخش‌هایی از هوا، یک گردش بسته را در جهت‌های عمودی و ناحیه‌ای دنبال می‌کنند. این گردش که تقریباً با مشاهدات مطابقت دارد، به دلیل تفاوت در توزیع گرما بین اقیانوس و خشکی ایجاد می‌شود. اتمسفر حاره‌ای، علاوه بر حرکات در جهت‌های ناحیه‌ای و عمودی، در راستای نصف‌النهاری نیز به عنوان بخشی از سلول هادلی حرکت قابل توجهی دارد.
این چرخه نخستین بار توسط گیلبرت واکر فیزیک‌دان انگلیسی، کشف شده‌است. اصطلاح گردش واکر نیز در سال ۱۹۶۹ توسط هواشناس نروژی-آمریکایی یاکوب بیرکنز ابداع شد.

## نوسان جنوبی ال‌نینو
گردش واکر بر اثر نیروی شیو فشار ناشی از وجود یک مرکز پرفشار بر روی بخش شرقی اقیانوس آرام و یک مرکز کم‌فشار بر روی اندونزی پدید می‌آید. گردش واکر حوضه‌های حاره‌ای اقیانوس‌ها هند، آرام و اطلس منجر به بادهای سطحی غربی در تابستان نیم‌کره شمالی در حوضه هند و بادهای شرقی در حوضه آرام و اطلس می‌شود. در نتیجه، ساختار دمایی سه اقیانوس عدم تقارن چشمگیری را نشان می‌دهد. بخش حاره‌ای اقیانوس آرام و اقیانوس اطلس هر دو دارای دمای سطح سرد در تابستان شمالی در شرق هستند، در حالی که دمای سطح سردتر فقط در غرب اقیانوس هند حاکم است.
این تغییرات در دمای سطح، منعکس کننده تغییرات در عمق پرده حرارتی است.
تغییرات در گردش واکر با گذشت زمان همراه با تغییرات دمای سطح آب رخ می‌دهد. برخی از این تغییرات به صورت اجباری و ناشی از عوامل بیرونی هستند، مانند جابه‌جایی فصلی خورشید به نیمکره شمالی در تابستان. به نظر می‌رسد تغییرات دیگر نتیجه بازخورد میان دو عامل جو و اقیانوس است که در آن، به عنوان مثال، بادهای شرقی باعث کاهش دمای سطح دریا در شرق، افزایش تضاد حرارتی ناحیه‌ای و در نتیجه تشدید بادهای شرقی در سراسر حوضه می‌شود. این بادهای شرقی غیرعادی باعث خیزش بیشتر آب‌های استوایی شده و با بالارفتن پرده حرارتی در شرق، خنک‌شدن بخش جنوبی را تقویت می‌کند.
در طول سال‌های ال‌ نینو، با وزش بادهای بسامان شرقی، چرخه واکر در سطح دیده می‌شود که آب و هوای گرم‌شده توسط خورشید را به سمت غرب منتقل می‌کند. این وضعیت همچنین باعث بالا آمدن اقیانوس در سواحل پرو و اکوادور شده و آب سرد غنی از مواد مغذی را به سطح می‌آورد و ذخایر ماهیگیری را افزایش می‌دهد. قسمت غربی اقیانوس آرام حاره‌ای با هوای گرم، مرطوب و کم فشار مشخص می‌شود و رطوبت جمع‌شده به صورت تیفون و توفان تندری تخلیه می‌شود. در نتیجه این حرکت، سطح اقیانوس در غرب اقیانوس آرام حدود ۶۰ سانتی‌متر بالاتر است.